# La Loma, Zitácuaro
La Loma är en ort i Mexiko.   Den ligger i kommunen Zitácuaro och delstaten Michoacán de Ocampo, i den södra delen av landet, 130 km väster om huvudstaden Mexico City. La Loma ligger 1 967 meter över havet och antalet invånare är 465.
Terrängen runt La Loma är lite bergig, och sluttar västerut. Runt La Loma är det tätbefolkat, med 319 invånare per kvadratkilometer. Närmaste större samhälle är Heróica Zitácuaro, 2,7 km norr om La Loma. I omgivningarna runt La Loma växer huvudsakligen savannskog.